# La incógnita

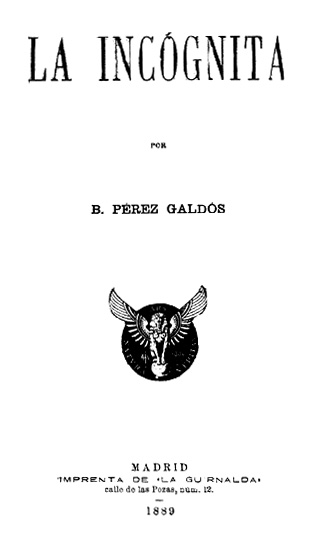
Portada de la edición de 1889.

La incógnita es una novela del escritor español Benito Pérez Galdós publicada en 1889, que cierra el ciclo Novelas españolas contemporáneas junto con Realidad, de ese mismo año y con la que La incógnita, en opinión de Joaquín Casalduero, guarda una estrecha relación argumental e ideológica, ya que aborda el mismo argumento desde puntos de vista diferentes y con recursos narrativos distintos. La incógnita, presentada en forma epistolar, se metamorfosea con Realidad en una novela dialogada que desemboca a su vez en una versión teatral. El galdosista Francisco Caudet, retomando los planteamientos de Casalduero, observa ambas obras como inicio de la ruptura de Galdós con el naturalismo y el comienzo del psicologismo y el espiritualismo, o una nueva aplicación de la vieja fórmula galdosiana: "el espíritu necesita de la materia como la materia del espíritu".

## Argumento y escenario
La incógnita, compartiendo escenarios inventados con un Madrid galdosiano más contado que vivido, viene presentada y planteada a lo largo de la correspondencia que Manuel Infante envía a un ignoto (entre apócrifo y misterioso) "Equis X", vecino de Orbajosa —una de las tres ciudades imaginarias de la cosmogonía galdosiana—; en las páginas de las misivas que va escribiendo el tal Manuel Infante, se alterna "la loma de Madrid con cien cupulillas, bajo un cielo claro, transparente, bruñido", cielo de febrero que vive y narra Manolito, con "esa ruda Orbajosa, entre clérigos y gañanes", que el mismo Infante le augura al innombrado y aquí cariñosamente tratado de "Equisillo".
El fondo argumental dramático lo construye y protagoniza el personaje de Manolito Infante, llegado a Madrid para estrenarse como diputado, y la relación que vive con Francisco Viera, Tomás Orozco y Augusta, su esposa. El folletín galdosiano básico: el narrador-protagonista se ha enamorado de una mujer casada, y al ser rechazado duda en aceptar si fue por honestidad o porque hay otro hombre. La duda (y la incógnita) florece también cuando muere uno de sus amigos, y no acierta a considerar si fue suicidio o asesinato. Anota y refiere Ortiz-Armengol lo mucho que le gustó y le 'intrigó' a Emilia Pardo-Bazán la lectura de La incógnita, impresiones que dejó escritas en su correspondencia con Galdós en las primeras semanas de 1889. La tesis del biógrafo apunta hacia una posible relación entre la condesa de Pardo-Bazán y Galdós, que pudo tener su punto más íntimo y subsiguiente desenlace en la primavera de 1888. Tras lo cual, la Pardo-Bazán inició una estrecha amistad con el mago de las finanzas José Lázaro Galdiano.
Otros personajes de la particular comedia humana reunida por Galdós, convocados en las páginas de La incógnita son Jacinto María Villalonga (el "pillo simpático" que ya aparecía en Lo prohibido y repetirá presencia en Torquemada en el Purgatorio y en Halma) o el disoluto Joaquín Pez, habitante también en las páginas de Tormento, La de Bringas y la referida novela de la tetralogía de Torquemada. 

### Una posdata
Presentada como escrita en tiempo real, entre noviembre de 1888 y febrero de 1889, Galdós la rubricó en Madrid con esta posdata, que pone telón a la novela y la correspondencia entre Manolito Infante y un Equis X, del que únicamente aparece esta última carta, que rompe la incógnita del juego literario tramado por Galdós. Dice la referida posdata:

Se me olvidaba decirte que haces bien en no venir [a Orbajosa]. Todas las referencias tafetánicas son ciertas. Si apareces por acá, te aguarda una silba en la cual tomaremos parte todos los habitantes de esta ciudad excelsa, lo mismo los brutos que los ilustrados, entre los cuales tengo la inmodestia de contarme. Se han vendido ya en el pueblo cuarenta docenas y media de silbatos. Iré de simple testigo, a presenciar la justa cólera de los ciudadanos, y tu vergüenza y humillación. No te chiflaré, pues ya sabes que yo no toco pito.
Benito Pérez Galdós, La incógnita